# FMA I.Ae. 30 Ñancú
FMA I.Ae. 30 Ñancú (мап. Ñancú, «Орлёнок») — аргентинский одноместный двухмоторный многоцелевой штурмовик. Разработан по заказу ВВС Аргентины инженерами кордовского Института аэротехники во главе с итальянским эмигрантом Чезаре Паллавичино.

## История

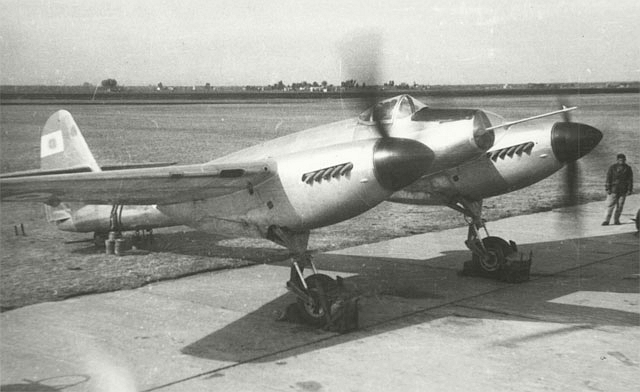
I.Ae.30 Ñancú на испытаниях, 1948

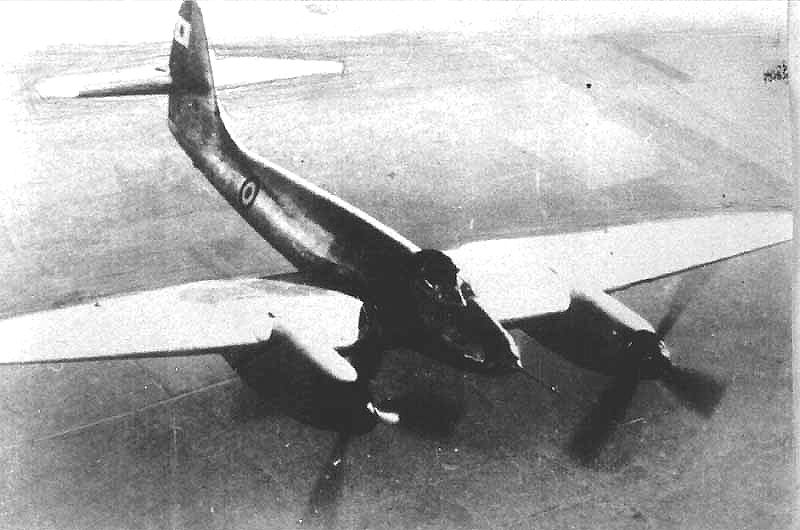
I.Ae.30 Ñancú, 1948

Представлял собой цельнометаллический моноплан. Первоначально «Ñancú» задумывался как эскортный истребитель. Вооружение самолёта состояло из шести 20-мм пушек Oerlikon. В ходе работ над самолётом командование ВВС Аргентины приняло решение о переориентации его в лёгкий штурмовик. Для этих целей под крыльями и фюзеляжем были установлены узлы подвески вооружения, позволяющие использовать лёгкие бомбы весом до 250 кг и до двух пусковых установок с пятью НУРС. Пушки были заменены на 20-мм Hispano Suiza 804. Первый полёт «Ñancú» совершил 18 июля 1948 года под управлением лётчика-испытателя FMA Эдмундо Освальдо Вайсса (исп. Edmundo Osvaldo Weiss). В начале августа прототип перелетел из Кордовы в Буэнос-Айрес со средней скоростью 650 км/ч при примерно 60 % мощности двигателей. Столь высокие лётные данные, дополненные высокой манёвренностью, стали основанием для заказа ВВС Аргентины партии из 210 самолётов. Однако из-за отсутствия денежных средств на его производство заказ выполнен не был, а дальнейшие работы по программе свернули. Единственный экземпляр штурмовика был передан ВВС Аргентины. «Ñancú» мог бы стать великолепным боевым самолётом для ВВС Аргентины, по вооружению и лётным данным превосходящим любой другой латиноамериканский самолёт послевоенного периода.

## Тактико-технические характеристики
Источник данных: 

Технические характеристики
- Экипаж: 1
- Длина: 11,52 м
- Размах крыла: 15,0 м
- Высота: 5,16 м
- Площадь крыла: 35,32 м²
- Масса пустого: 6208 кг
- Максимальная взлётная масса: 7600 кг
- Силовая установка: 2 × ПД Rolls-Royce Merlin 604
- Мощность двигателей: 2 × 1800 л.с.

Лётные характеристики
- Максимальная скорость: 740 км/ч
- Крейсерская скорость: 500 км/ч
- Практическая дальность: 2700 км
- Практический потолок: 8000 м
- Скороподъёмность: 1000 м/мин (максимальная)

Вооружение
- Стрелково-пушечное: 6 × 20 мм Hispano Suiza 804
- Неуправляемые ракеты: 10 НУРС
- Бомбы: 1 × 250 кг